# Katherine Kurtz
Katherine (Irene) Kurtz (n. 18 octombrie 1944) este autoarea a numeroase romane fantasy, cele mai renumite fiind acelea din seria Deryni. Deși s-a născut în America, în ultimii ani, până de curând, a locuit într-un castel din Irlanda. Actualmente trăiește în Virginia.
Este prietenă cu Anne McCaffrey și conversează frecvent online cu fanii ei.
A fost membră a Swordsmen and Sorcerers' Guild of America (SAGA), un grup de autori de fantezie eroică fondat în anii '60, operele unora dintre ei fiind antologate de Lin Carter în seria Flashing Swords!. De asemenea, a fost unul dintre primii membri ai Society for Creative Anachronism; în impersonarea Bevan Fraser de Stirling, a primit rangul de contesă, conducând Regatul de Vest ca regină consort în anii '70.

### Deryni

#### The Legends of Camber of Culdi
- Camber of Culdi (1976)
- Saint Camber (1978)
- Camber the Heretic (1981)

#### The Heirs of Saint Camber
- The Harrowing of Gwynedd (1989)
- King Javan's Year (1992)
- The Bastard Prince (1994)

#### The Chronicles of the Deryni
- Deryni Rising (1970)
- Deryni Checkmate (1972)
- High Deryni (1973)

#### The Histories of King Kelson
- The Bishop's Heir (1984)
- The King's Justice (1985)
- The Quest for Saint Camber (1986)

#### The Childe Morgan Trilogy
- In the King's Service (2003)
- Childe Morgan (2006)
- (titlu necunoscut) (dată necunoscută)

#### Alte cărți din serie
- Deryni Archives (1986) - povestiri
- Deryni Magic (A Grimoire) (1991)
- Codex Derynianus (1998) - cu Rob Reginald
- King Kelson's Bride (2000)
- Venture in Vain (2001) - ediție limitată
- Deryni Tales (2002) - povestiri

### Inițiatul
(cu Deborah Turner Harris)
- The Adept (1991)

ro. Inițiatul - editura Nemira 1994 și 2006, traducere Mihail Moroiu
- The Adept: The Lodge of the Lynx (1992)
- The Adept: The Templar Treasure (1993)
- Dagger Magic (1995)
- Death of an Adept (1996)

### Templar
(cu Deborah Turner Harris)
- The Temple And the Stone (1998)
- The Temple and the Crown (April 2001)

### Knights of the Blood
(scrisă de Scott MacMillan și revizuită de Katherine Kurtz)
- Knights of the Blood (1993)
- At Sword's Point (1994)

### Alte romane
- Lammas Night (1983)

ro. Noaptea vrăjitoarelor - editura Nemira 1995
- The Legacy of Lehr (1986)
- Two Crowns for America (1996)
- St. Patrick's Gargoyle (2001)

### Cărți editate de Katherine Kurtz
- Tales of the Knights Templar (1995) - a contribuit și cu o povestire intitulată Obligations
- On Crusade: More Tales of the Knights Templar (1998) - a contribuit și cu o povestire
- Crusade of Fire: Mystical Tales of the Knights Templar (2002) - a contribuit și cu o povestire

De asemenea, a contribuit la o serie de antologii.

## Manuscrise originale
Manuscrisele originale ale operelor autoarei sunt păstrate la John M. Pfau Library, California State University, San Bernardino.